# Epimecia ustula
Epimecia ustula is een vlinder uit de familie uilen (Noctuidae). De wetenschappelijke naam is voor het eerst geldig gepubliceerd in 1835 door  Freyer.
De soort komt voor in Europa.